# Odontolabis wollastoni
Odontolabis wollastoni is een keversoort uit de familie vliegende herten (Lucanidae). De wetenschappelijke naam van de soort is voor het eerst geldig gepubliceerd in 1864 door Parry. De soort komt voor in Zuidoost-Azië (Malakka en Sumatra).
De soort werd in Malakka ontdekt door graaf Francis de Laporte de Castelnau. Volgens Parry is ze verwant aan Odontolabis ludekingi, maar met een kleiner hoofd; het lichaam is donkerder oranje gekleurd en heeft een grote brede zwarte streep. De soortnaam is een eerbetoon aan Thomas Vernon Wollaston, de auteur van "Insecta Maderensia".